# Hem ljuva hem (tidning)
Hem Ljuva Hem är en svensk inredningstidning som utkommer en gång i månaden. Tidningen är grundad 1999 och har över 200 000 läsare varje månad. Hem Ljuva Hem utges av tidningsförlaget Station 5 AB som ingår i sfären runt Plaza Publishing Group AB
Station 5 AB ger även ut Hem Ljuva Hem Trädgård, inredningstidningen Älskade Hem (fd. Tove Hem & Trädgård) samt tidningen Sverige Runt.